# Beleg van Kehl
Het Beleg van Kehl vond plaats van 14 tot 28 oktober 1733 en was de eerste veldslag van de Poolse Successieoorlog.

## Achtergrond
Tijdens de regeerperiode van Lodewijk XIV van Frankrijk werd het fort van Kehl getransformeerd door architect Vauban. Met de Vrede van Baden in 1714 kwam Kehl terug in Duitse handen. Aan de vooravond van de oorlog waren er tal van werkzaamheden aan de gang om het fort te repareren en uit te breiden, maar de belangrijkste verdedigingswerken aan de Rijn waren onafgewerkt.
Alhoewel de reden van de oorlog om de Poolse troonsopvolging ging, was het de bedoeling van de Fransen om de Habsburgse troepen weg te halen uit Polen. De schoonvader van Lodewijk XV van Frankrijk, Stanislaus Leszczyński was een van de troonkandidaten.

## Beleg
Op 12 oktober 1733 veroverden de Fransen Nancy, de hoofdstad van het hertogdom Lotharingen. Op 18 oktober bestookten de Fransen het hoornwerk aan de Rijn. Onderbemand en slecht uitgerust gaf Ludwig Dietrich von Pfuhl, tien dagen later zich over, zijn troepen kregen een eervolle vrijgeleide.

## Vervolg
Het Hertogdom Lotharingen was terug Frans. Generaal James FitzJames staakte het offensief voor de winterperiode. Het jaar erop tijdens het Beleg van Philippsburg sneuvelde hij.